# Parászka Boróka
Parászka Boróka (Gyergyószentmiklós, 1976. május 4. –) erdélyi magyar újságíró.

## Pályája
Szatmárnémetiben érettségizett. Filozófiát és esztétikát tanult a Kossuth Lajos Tudományegyetemen, Debrecenben és az ELTE-n. Apja Parászka Miklós színházi rendező, anyja Ferencz Ágnes, orvos. Négy gyermek anyja.
Pályáját a csíkszeredai Pallas-Akadémia Könyvkiadó szerkesztőjeként kezdte, 2003 és 2006 között A Hét című marosvásárhelyi hetilap főszerkesztője volt. Magyarországi és erdélyi lapokban, portálokon: a Hargita Népében, a Romániai Magyar Szóban, a manna.ro-n, a Magyar Narancsban, a Mozgó Világban, a 168 órában, a 2016-ban megszüntetett nagyváradi Erdélyi Riportban, az erport.ro oldalán publikált, illetve publikál. 2012 óta a Román Rádiótársaság székelyföldi területi csatornája (Marosvásárhelyi Rádió) munkatársa. Naponta jelentkező kulturális-politikai műsora az Értsünk Szót.
Újságíróként emberi, nő- és kisebbségi jogokkal foglalkozik. Rendszeresen jelennek meg riportjai, elemzései különböző válságövezetekből (Törökország kurdok lakta vidékeiről, a török–görög határövezetről, az európai és az Európán kívüli menekültútvonalakról, Bangladesről, Grúziáról). 2017-ben indította el kollégájával, Fodor Zsuzsannával a 168 Óra honlapján működő Kríziszóna című rovatát, ahol angolul és magyarul publikál.

## Az újságírói munkáját ért vádak és támadások
2009-ben a csíkszéki önkormányzatok elöljárói feljelentést tettek ellene az Országos Diszkriminációellenes Tanácsnál (CNCD) a Nesze nektek csabakirályfizás című cikke miatt. Az Országos Diszkriminációellenes Tanács Parászka javára ítélt, a cikket szándékosan félreértettnek, a vádakat alaptalannak minősítette.
2013-ban a Marosvásárhelyi Rádió archívumában negyven órányi, Parászka Boróka által rögzített hanganyagot semmisített meg egy ismeretlen elkövető, vélhetően politikai okokból: az interjúk között romániai és magyarországi ellenzékiekkel, különböző kisebbségi közösségek, valamint az LMBTQ közösség tagjaival készített hanganyagok voltak.
2013 augusztusában a Marosvásárhelyi Rádió magyar szerkesztőségének tizenöt főállású tagja fordult beadványban a területi stúdió vezetőségéhez, amelyben súlyos szakmai vétségekkel, minősíthetetlen magaviselettel vádolták kollégájukat, és javasolták külsős munkaviszonya megszüntetését. Parászka vádlói nem kaptak választ beadványukra, de a rádió vezetői szerint "személyek közötti problémáknak tulajdoníthatóak a nézeteltérések", és az ellene korábban felhozott vádak nagy része nem állt fenn.
Jogvédő és tényfeltáró munkája miatt évek óta zaklatások, esetenként halálos fenyegetések érték.  A Parászka Borókát ért támadások miatt állást foglalt a Romániai Magyar Újságírók Egyesülete, a támadásokat rögzítette a Mapping Media Freedom és az Index on Censorship. A legutóbbi, halálos fenyegetésekkel járó támadássorozat akkor indult ellene, amikor a magyar kormány erdélyi sajtófinanszírozásáról írt tényfeltáró anyagot A címzett ismeretlen címmel.

## Díjai, elismerései
- Mozgó Világ nívódíj (2008)[9]
- Bossányi Katalin-díj (2009)[10]
- Minőségi Újságírásért díj (2011. szeptember)[11]
- Mozgó Világ-nívódíj (2013)[12]
- Robert Bosch Alapítvány (2014)[13]
- Mozgó Világ-nívódíj (2017)
- Vízy Dorka-díj (2018)
- Virág F. Éva-díj (2020)[14]

## Riportok
- Határsértés saját felelősségre – riport a görög–macedón határról Riport a görög-macedón határ 2015-ös áttöréséről (vs.hu, 2015)
- Halált hozó határzár – A görögök kerítésénél jártunk Az első európai menekültellenes kerítés és a török-görög határzóna illegális menekült temetői (vs.hu, 2015)
- Elveszett lelkek a török-görög határzáron: csempészek, kurvák, lágerek Embercsempészet az Európai Unió és Törökország 2016-os megállapodása után (Átlátszó, 2016)
- Diyarbakir: aknák, hullák, kávézók Kurdisztán "elszíriásodása" (Erdélyi Riport, 2016)
- A Jezidi-ügy. Diyarbakiri napló 1. Riportsorozat a Törökország területén élő jezidi genocídium túlélőiről (Erdélyi Riport, 2016)
- The gamers of the European borders – How the refugee trap works between Eastern and Western Europe Embercsempész hálózatok Nyugat- és Kelet-Európa között (168 óra, 2017)
- Nyomorúságon hízik a béranyaipar – Az új kaukázusi krétakörben azé a gyerek, aki akarja Grúziai riport a béranya rendszerről (168 óra, 2017)
- Virágzik a menekültbiznisz a Temesvár–Arad-vonalon (168 óra, 2017)
- Hidegvérrel Kecseten – Egy házrombolás igaz története Riport a székelyföldi Kecseten történt atrocitásokról (168 óra, 2018)
- Gyermekvadászat után – Rohingya túlélők vallomásai Riport a bangladesi menekülttáborról és a rohingyák által elszenvedett tömegmészárlásokról (168 óra, 2018)

## Publicisztikák
- Békebeliek (Mozgó Világ, 2008)
- Nesze nektek csabakirályfizás (manna.ro, 2009)
- Alulnézet (Mozgó Világ, 2009)
- Dolmányosok, katonák (Mozgó Világ, 2008)
- Nem ördögi történet (Mozgó Világ, 2013)